# Ligue de football du Kivu
Ne doit pas être confondu avec Ligue de football du Sud-Kivu ou Ligue de football du Nord-Kivu.
 (mai 2020).
La Ligue de football du Kivu s'est jouée de 1946 à 1960. La province du Kivu était autre fois composée des actuelles provinces du Nord-Kivu, Sud-Kivu et du Maniema. Elle est dissoute en 1988 pour former les trois provinces actuelles.
La province avait comme Chef-Lieu Costermansville ou Costermansstad en 1947. Durant la période coloniale (avant 1960), les compétitions de football organisées incluaient le Championnat de l’Est (palmarès inconnu) et plusieurs autres compétitions telles que : la Coupe Mombaerts, le Challenge du CNKI, la Coupe de Bèse, la Coupe Heus, la Coupe Lanson, la Coupe Sabena et la Coupe Parrainage.

Carte de la Province

## Palmarès
- 1946-1949 : Compétition non terminée (3 équipes participent à la compétition : Kivu FC[1], Bukavu FC et Usumbura FC)
- 1949-1950 : Victory (l’équipe du Collège Notre Dame de la Victoire)
- 1950-1951 : Victory (Finaliste Bukavu FC)
- 1951-1952 : Sporting d’Usumbura (Finaliste Victory)
- 1952-1953 : Non organisé
- 1953-1954 : Bukavu FC (Finaliste Usumbura FC)
- 1954-1955 : ARC (l’équipe de l’Athénée)
- 1955-1956 : Non organisé
- 1956-1957 : ARC
- 1957-1958 : Sporting d’Usumbura [2]
- 1958-1959 : Victory
- 1959-1960 : La compétition a été abandonnée à la suite de l’indépendance du pays[3]